# Souimanga de Christina
Aethopyga christinae
Espèce
Statut de conservation UICN

 LC  : Préoccupation mineure
Le Souimanga de Christina (Aethopyga christinae) est une espèce de passereaux appartenant à la famille des Nectariniidae.
On le trouve en Chine, Hong Kong, Laos et au Viêt Nam.
Il habite les forêts de plaines humides tropicales et subtropicales.

## Sous-espèces
D'après Alan P. Peterson, il existe trois sous-espèces :
- Aethopyga christinae christinae
- Aethopyga christinae latouchii
- Aethopyga christinae sokolovi

## Galerie

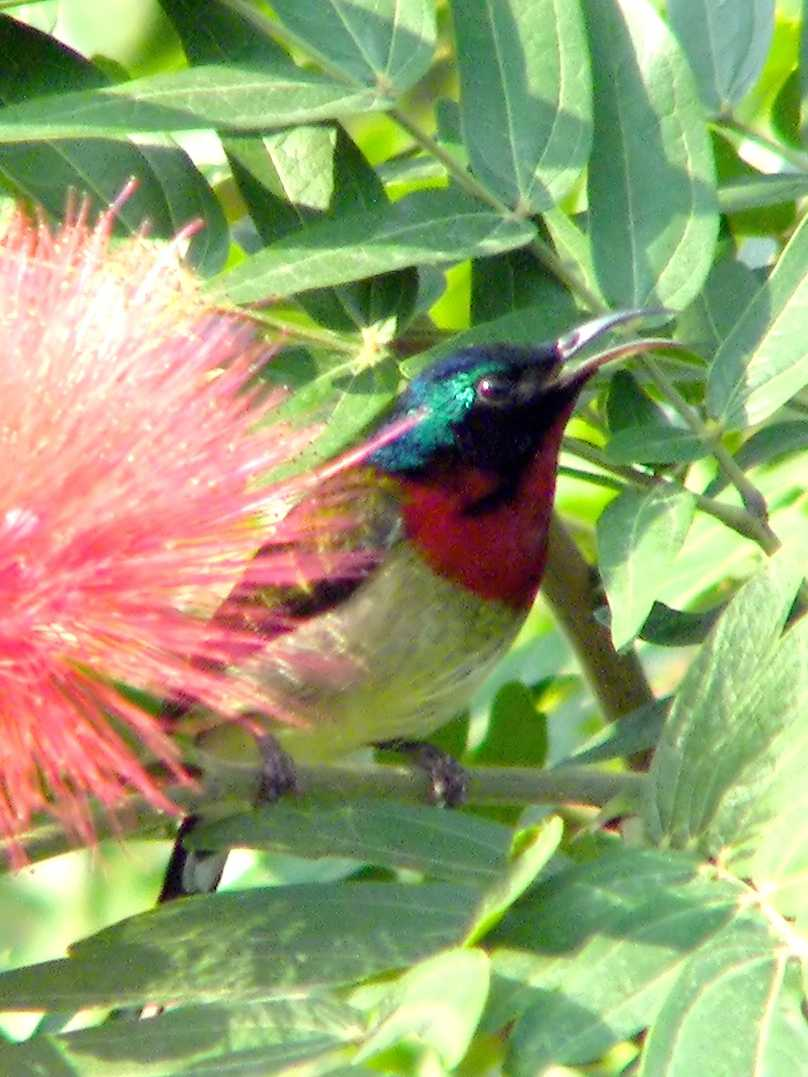
Mâle
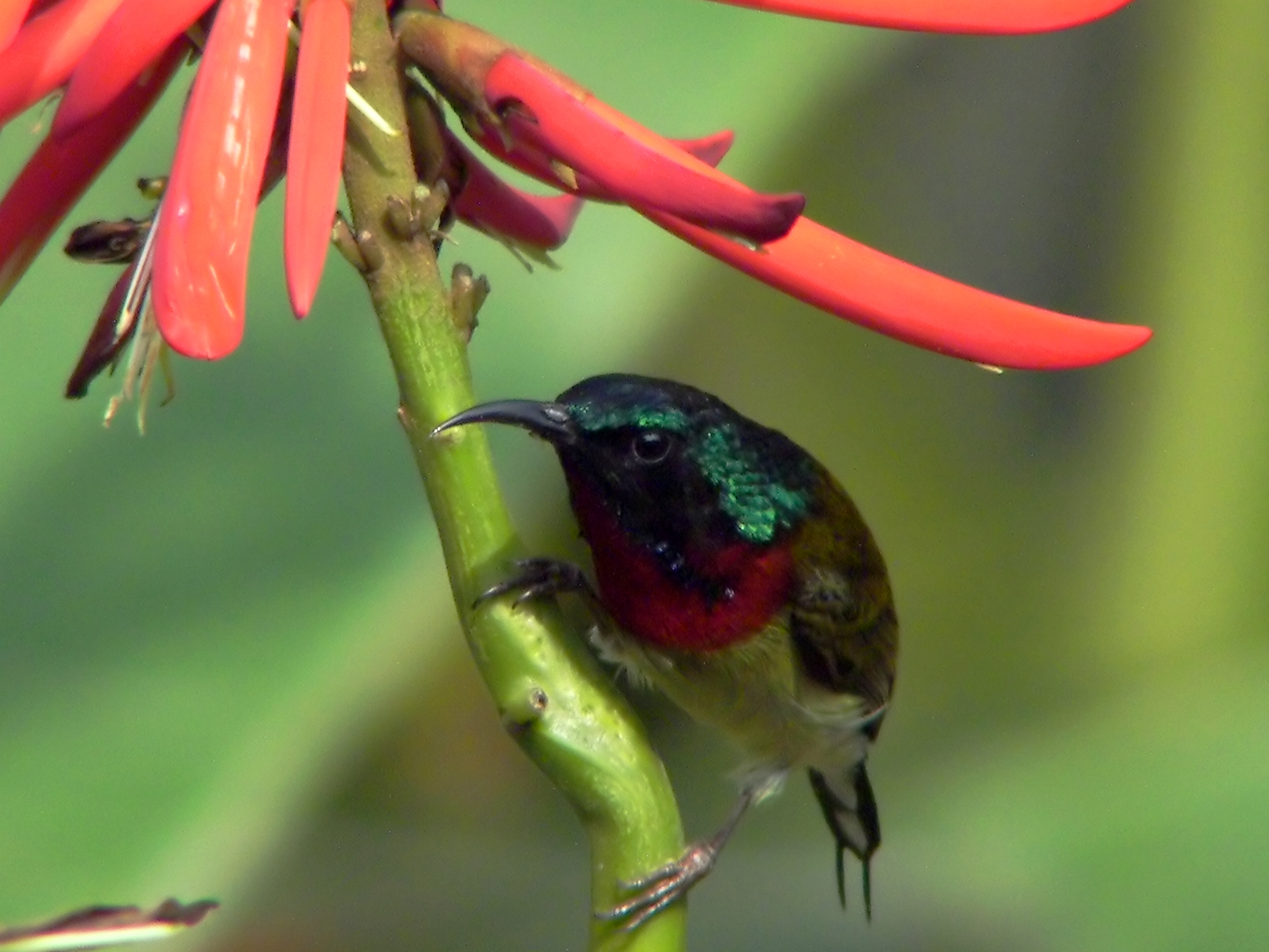
Mâle
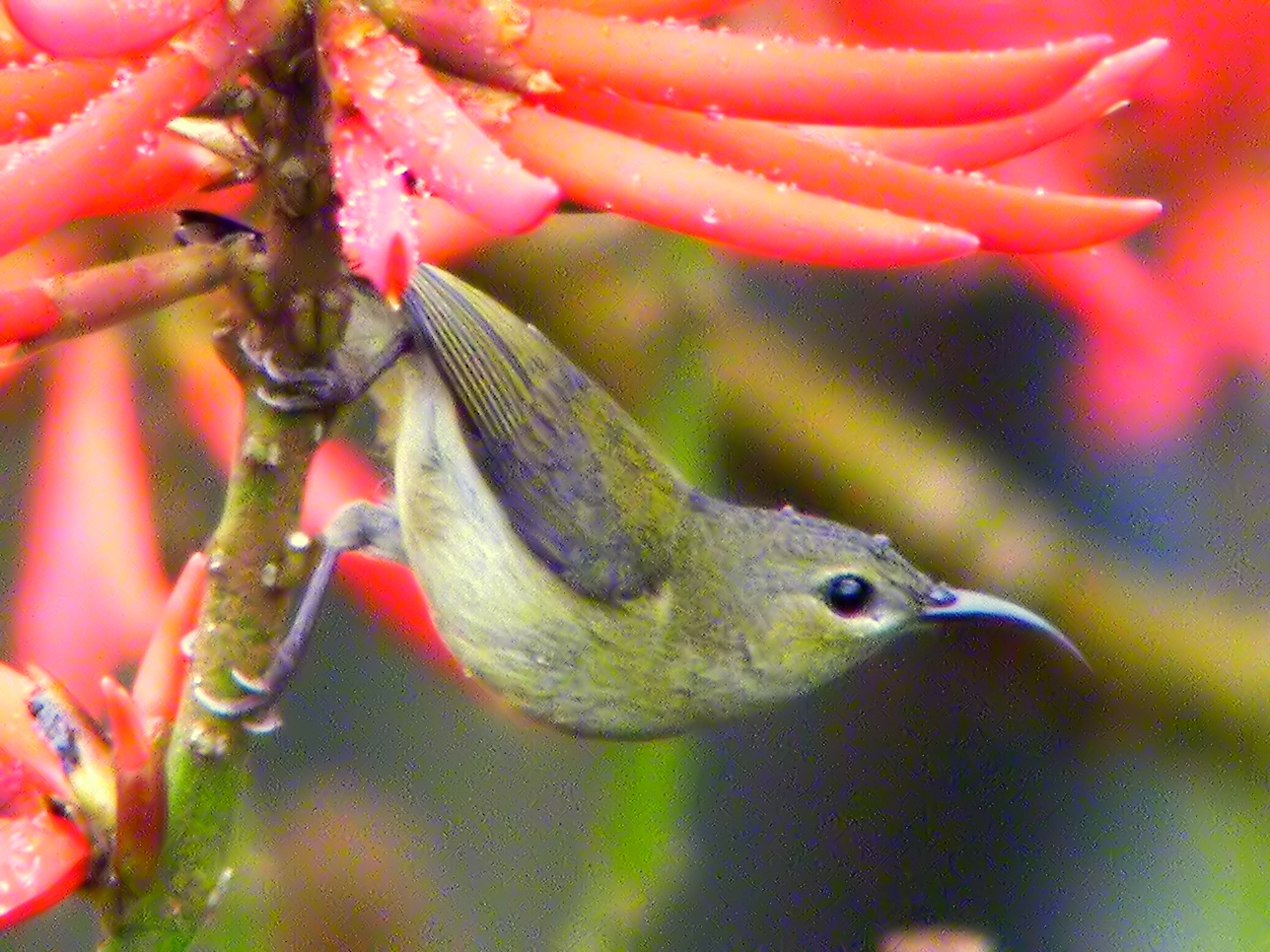
Femelle